# Dražen Biškup
Dražen Biškup (Zagabria, 28 dicembre 1965) è un allenatore di calcio ed ex calciatore croato, di ruolo difensore.

## Carriera

### Nazionale
Con la nazionale esordì nel 1991 in amichevole contro la Slovenia. L'ultima partita con la nazionale la disputò nel 1992 in amichevole contro il Messico.

## Statistiche

### Cronologia presenze e reti in nazionale
| Cronologia completa delle presenze e delle reti in nazionale ― Croazia | Cronologia completa delle presenze e delle reti in nazionale ― Croazia | Cronologia completa delle presenze e delle reti in nazionale ― Croazia | Cronologia completa delle presenze e delle reti in nazionale ― Croazia | Cronologia completa delle presenze e delle reti in nazionale ― Croazia | Cronologia completa delle presenze e delle reti in nazionale ― Croazia | Cronologia completa delle presenze e delle reti in nazionale ― Croazia | Cronologia completa delle presenze e delle reti in nazionale ― Croazia |
| Data                                                                   | Città                                                                  | In casa                                                                | Risultato                                                              | Ospiti                                                                 | Competizione                                                           | Reti                                                                   | Note                                                                   |
| ---------------------------------------------------------------------- | ---------------------------------------------------------------------- | ---------------------------------------------------------------------- | ---------------------------------------------------------------------- | ---------------------------------------------------------------------- | ---------------------------------------------------------------------- | ---------------------------------------------------------------------- | ---------------------------------------------------------------------- |
| 19-6-1991                                                              | Murska Sobota                                                          | Slovenia                                                               | 0 – 1                                                                  | Croazia                                                                | Amichevole                                                             | -                                                                      | 80’                                                                    |
| 5-7-1992                                                               | Melbourne                                                              | Australia                                                              | 1 – 0                                                                  | Croazia                                                                | Amichevole                                                             | -                                                                      | 57’                                                                    |
| 8-7-1992                                                               | Adelaide                                                               | Australia                                                              | 3 – 1                                                                  | Croazia                                                                | Amichevole                                                             | -                                                                      | 70’                                                                    |
| 12-7-1992                                                              | Sydney                                                                 | Australia                                                              | 0 – 0                                                                  | Croazia                                                                | Amichevole                                                             | -                                                                      |                                                                        |
| 22-10-1992                                                             | Zagabria                                                               | Croazia                                                                | 3 – 0                                                                  | Messico                                                                | Amichevole                                                             | -                                                                      | 79’                                                                    |
| Totale                                                                 |                                                                        | Presenze                                                               | 5                                                                      |                                                                        | Reti                                                                   | 0                                                                      |                                                                        |